# Александер Бургенер
Александер Бургенер (нім. Alexander Burgener; 10 січня 1845, Заас-Фее, Швейцарія — 8 липня 1910, Айгер, Швейцарія) — швейцарський гірський провідник й альпініст. Здійснив низку сходжень і перших сходжень в Альпах і на Кавказі у другій половині ХІХ століття. Загинув неподалік хатини Берглі на східних схилах Айгера через сходження лавини.

## Біографія
Народився 10 січня 1845 року у Заас-Фее, Швейцарія, у сім'ї Франца Бургенера й Анни-Марії Кальберматтен. У віці 20 років він провів перший тур як професійний гірський провідник, супроводжуючи доктора Дюбі та його компаньйонів у сходженнях на вершини Міттаггорн і Маттвальдгорн.
Бургенер досить швидко став відомим гірським провідником у регіоні і почав співпрацювати з сильними альпіністами свого часу, які високо цінували його професійні якості, і називали одним із найкращих, якщо не найкращим, провідником, який повністю виправдовує свою гарну репутацію.
У серпні 1870 року, супроводжуючи англійського альпініста Клінтона Дента спільно з портером Францем Бургенером, він здійснив перше сходження на вершину Ленцшпітце. Наступного року він продовжив працювати з Клінтоном, і їм вдалося здійснити перше сходження на вершину Портьєнграт (3654 метри, поряд з долиною Заас-Фее). 5 вересня 1872 року Дент і Бургенер, об'єднавши зусилля з альпіністом Джорджем Пассінгхемом і провідниками Фердинандом Імсенгом і Францем Анденматтеном, здійснили першопроходження південно-східного ребра Цінальротгорну за маршрутом, який згодом став класичним.
Однією з найскладніших вершин, що залишалися непройденими на той час, залишався масив Дрю з вершинами Ле Дрю та Гран Дрю. Протягом 10 років Дент і Бургенер зробили 18 невдалих спроб зійти на них, коли, нарешті, 12 вересня 1878 року, з 19 разу їм вдалося здійснити перше сходження на вищу вершину масиву Гран Дрю (спільно з альпіністом Джеймсом Гартлі та провідником Каспаром Маурером).
Починаючи з кінця 1870-х років, Бургенер розпочав співпрацю з відомим англійським альпіністом кінця XIX століття Альбертом Маммері. Разом з Бургенером, Маммері здійснив перші серйозні сходження, зокрема перше сходження гребенем Цмут Матергорна 3 вересня 1879 року (разом з провідниками Августином Джентінетта та Йоганном Петрусом), перше сходження на Дюрренгорн (7 вересня 1879 року, спільно з альпіністом Вільямом Пенголлом і провідником Фердинандом Імсенгом), перше сходження на Егюий-Де-Гран-Шармо (3445 метрів) 15 липня 1880 року, перше проходження стіни Шарпуа вершини Егюій-Верт у 1881 році і перше сходження на технічно складну вершину Егюий-дю-Грепон (з рівнем лазіння 5.7 за класифікацією UIAA) того ж року.

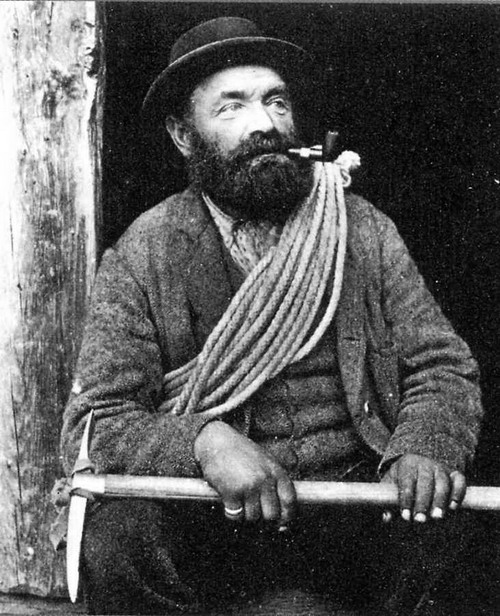
Александер Бургенер

У липні 1883 року Бургенер, спільно з гірським гідом Клеменцем Перреном, супроводжуючи австрійського альпініста Моріца фон Куффнера, здійснили перше сходження північним ребром вершини Піц-Глюшен (3594 метри) у дуже важких погодних умовах. Співпраця Бургенера та Куффнера тривала до 1899 року, з перервами тільки у 1884 і 1886 роках, коли Александер брав участь в експедиціях на Кавказ.
У липні-серпні 1883 року Бургенер і німецький альпініст Карл Шульц здійснили низку сходжень у Бернських Альпах, зокрема перше сходження на вершину Зательгорн 26 серпня 1883 року.
У 1884 і 1886 роках Александер Бургенер взяв участь в експедиціях на Кавказ, в рамках яких він зробив перше сходження на Мамісон і третє сходження на Ельбрус у групі з угорським мандрівником й альпіністом Морісом Деші у 1884 році. 1886 року Бургенер супроводжував Клінтона Дента та Вільяма Донкіна під час їхнього першого сходження на вершину Гестола в районі Безенгі. У 1885 році, між цими експедиціями, Александер Бургенер і Моріц фон Куффнер здійснили перше сходження на Лагінгорн за новим маршрутом.
У 1887 році Бургенер здійснив перше сходження ребром Фронтьє на Мон-Моді. Цього ж року Бургенер і Маммері здійснили перше сходження на Тешгорн Тойфельсгратом. У вересні 1887 року Бургенер, супроводжуючи англійського альпініста Оскара Еккенштейна, здійснив перше сходження на вершину Дом південно-західною стіною. Через два роки, у 1889 році, Бургенер і Бовклер здійснили перше сходження на вершину Стафельгорн.
У 1890-х роках Бургенер знизив активність з проходження нових маршрутів, зробивши, однак, кілька примітних сходжень. У 1894 році він з К. Сімоном і Алоїсом Поллінгером здійснили перше зимове сходження гребенем Гернлі вершини Матергорн. Цього ж року здійснив перші сходження на вершини Пунта-Гарин (3448 метрів) та Пунта-Лавина (3308 метрів) за новими маршрутами. У 1899 році Бургенер і Мартін Шохер пройшли новий маршрут на східну вершину гори Піц-Палю.
Останні 10 років життя Александер Бургенер продовжував працювати гірським провідником в Альпах. Загинув 8 липня 1910 року, коли він та його група, включно з його синами Адольфом і Александером, а також працівником хатини, який вийшов їх зустрічати, потрапили під лавину неподалік хатини Берглі на східних схилах Айгера. Вижити вдалося лише його молодшому сину Александеру й одному з альпіністів, Фріцу Браванду.